# Chasma Boreale

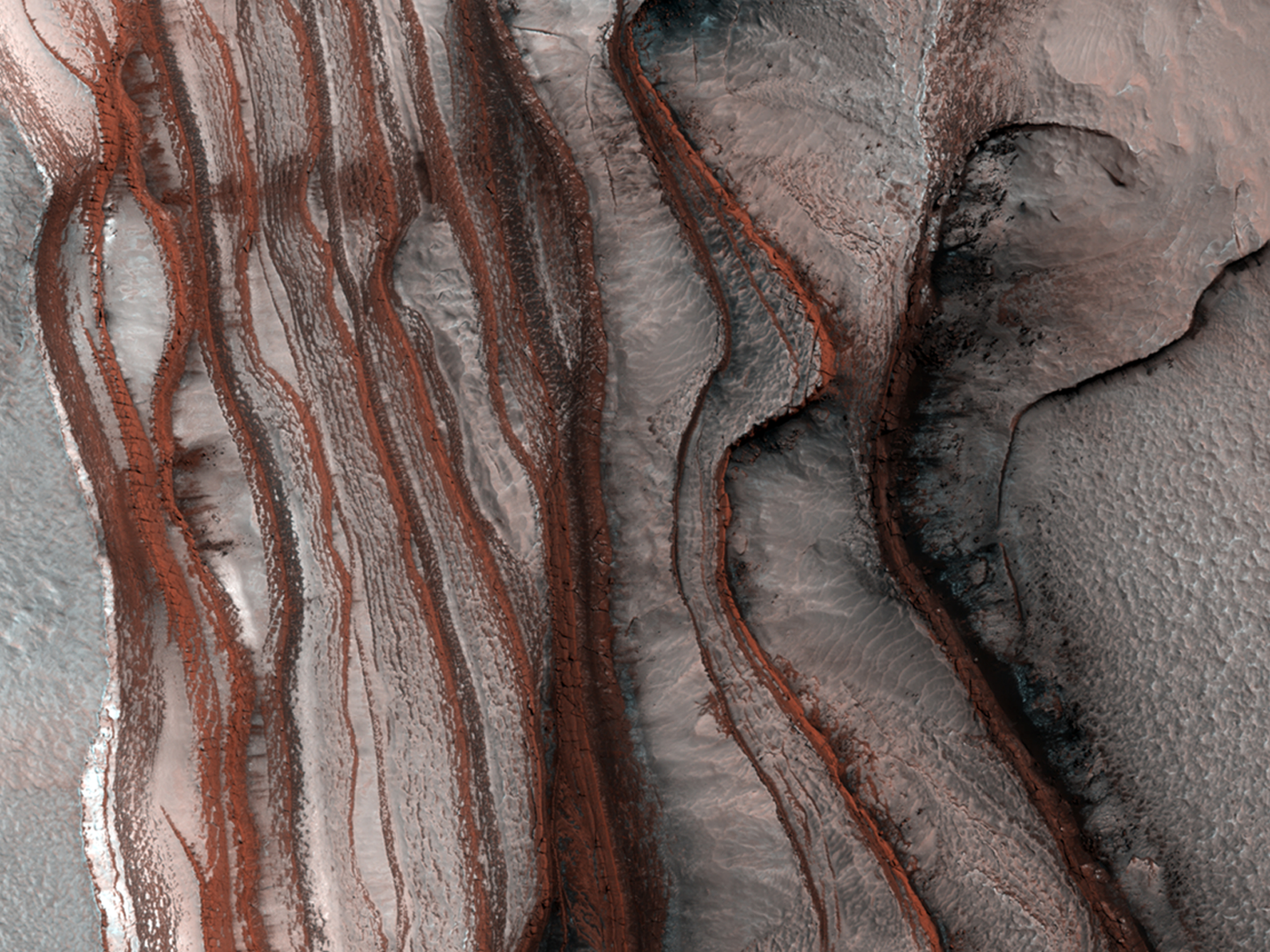
Acantilados rojos de Marte, en Chasma Boreale. Foto de 2008 de HiRISE.

Chasma Boreale es un gran cañón en el casquete de hielo del polo norte de Marte, en el cuadrilátero Mare Boreum, a 83° de latitud norte y 47,1° de longitud oeste. Tiene unos 560 km de longitud y fue nombrado por el nombre clásico de una característica de albedo.
Los lados del cañón revelan características en capas dentro de la capa de hielo que resultan del derretimiento estacional y la deposición del hielo, junto con los depósitos de polvo de las tormentas de polvo marcianas. La información sobre el clima pasado de Marte puede eventualmente revelarse en estas capas, tal como lo hacen los patrones de anillos de árboles y los datos del núcleo helado en la Tierra. Ambos casquetes polares también muestran características estriadas, probablemente causadas por patrones de flujo del viento. Las ranuras también están influenciadas por la cantidad de polvo. Cuanto más polvo, más oscura es la superficie. Cuanto más oscura es la superficie, más se derrite ya que las superficies oscuras absorben más energía.

## Galería

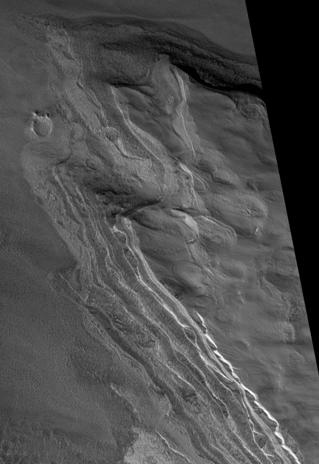
Característica optimizada de Chasma Boreale, vista por HiRISE .
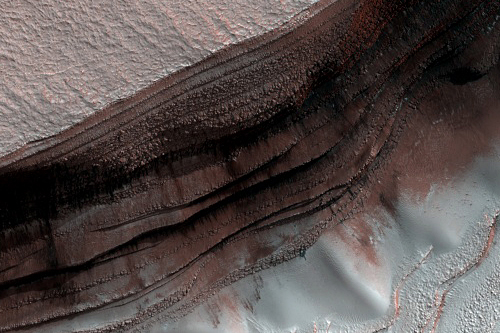
Chasma Boreale, visto por HiRISE .
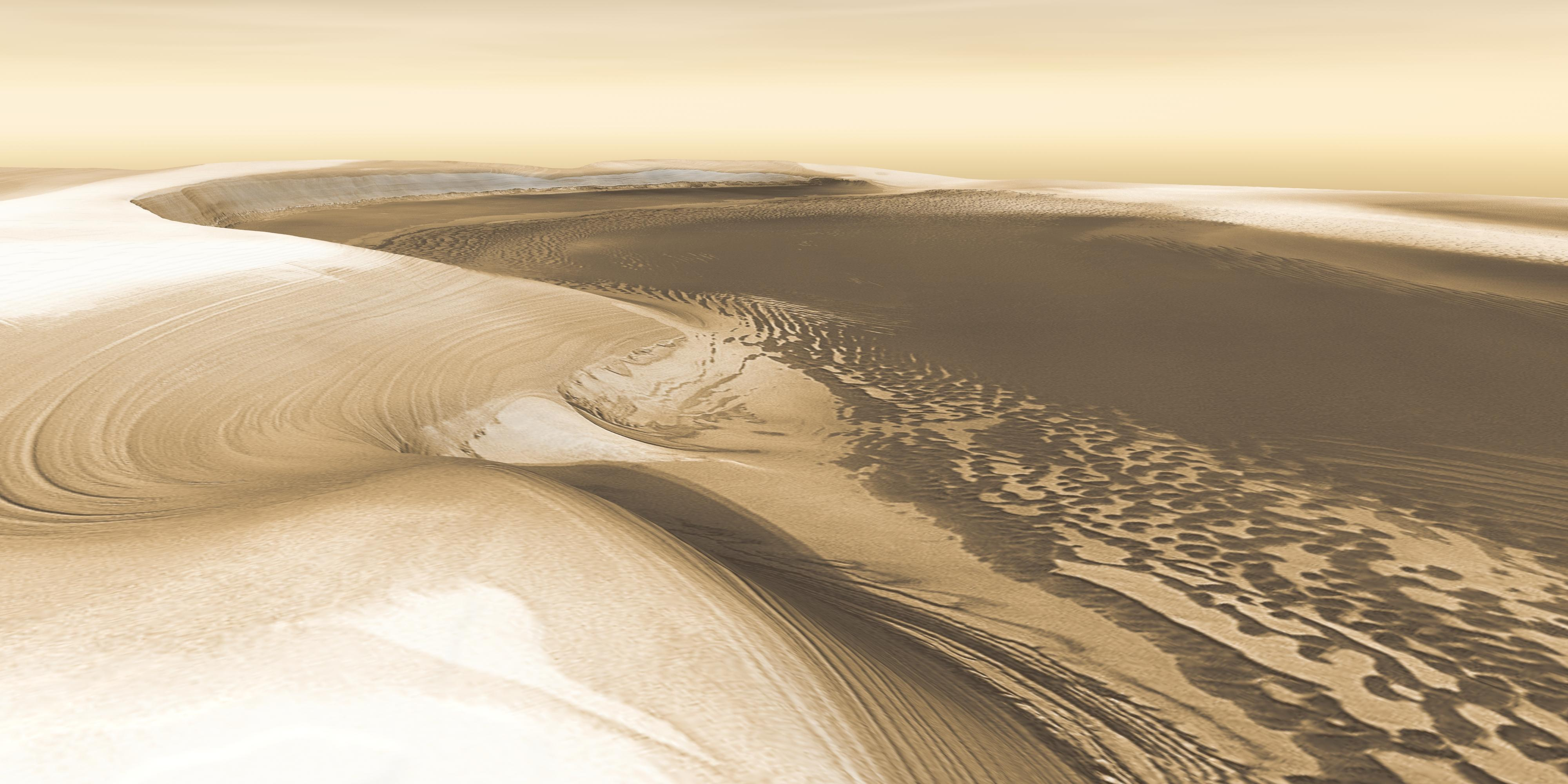
Vista generada por computadora basada en imágenes de Chasma Boreale capturadas por el instrumento THEMIS en Mars Odyssey .